# Frida und Fred

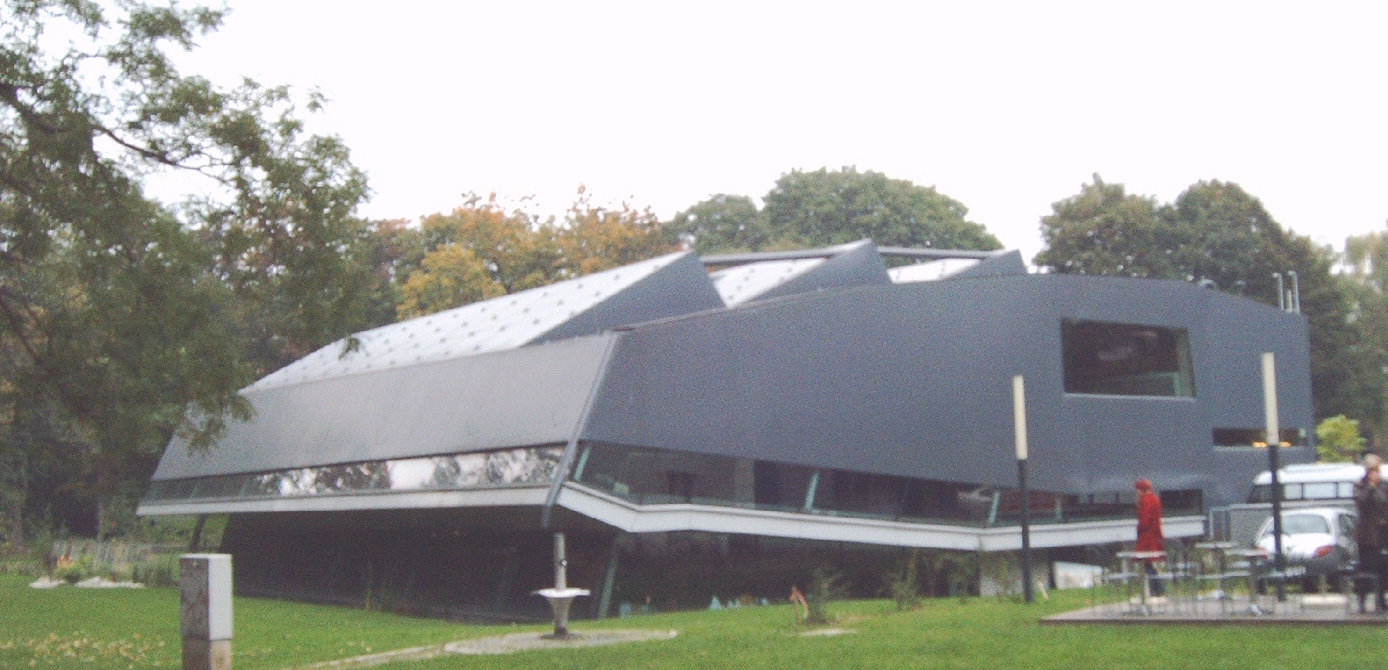
Kindermuseum in Graz (2005)

Das Frida & Fred (Eigenschreibweise: FRida & freD) ist ein Kindermuseum im Grazer Augarten. Es wurde 2003 unter der Leitung der Architekten Hemma Fasch und Jakob Fuchs erbaut. Grundsätzlich richtet sich das Museum mit seinen Erlebnis-Ausstellungen an die Altersgruppe der 3- bis 12-Jährigen. Die Ausstellungen sind unter der Devise „Hands On – Minds On“ so konzipiert, dass die Kinder selbst mitgestalten und ausprobieren können.
Frida & Fred ist Mitglied bei Hands On Europe, der Vereinigung europäischer Kindermuseen.
Neben den jährlich wechselnden Ausstellungen finden im Frida & Fred auch mehrmals wöchentlich Kindertheater-Aufführungen und Workshops statt. Seit 2010 ist ein Labor zu den Ausstellungsthemen (Wasser, Optik, Medizin, Energie, Lebensmittel, Luftfahrt, Genetik) fixer Bestandteil des Programms. Außerdem gibt es parallel zu den Ausstellungen eine Reihe von Workshops, wie z. B. Samstag um Zwei, sowie diverse Ferien- und Spezialprogramme und die jährlich stattfindende Sommerakademie in den 9 Wochen Schul-Sommerferien.

## Ausstellungen
- (angekündigt) ab Ende März 2023: Architektierisch (Wiederholung nach 2013/2014) – zu Architektur und Baukultur
- 2021/2022:  Das kleine Städtchen Jederzeit / Der Uhr auf der Spur - zum Thema Zeit
- 2020/2021: Das kleine Städtchen Jederzeit / Der Uhr auf der Spur - zum Thema Zeit
- 2019/2020: Mal mal / Was kost' die Welt?[1]
- 2017/2018: Meine Familie[2]
- 2017/2018: Zirkus FRidanella & freDissimo
- 2016/2017: Die Tüftelgenies – zum Thema Erfindungen[3]
- 2016/2017: Die Tüftelmäuse – zum Thema Erfindungen
- 2015/2016: La Le Luftschloss – zum Thema Luft
- 2015/2016: Klimaversum – zum Thema Klima
- 2014/2015: Hotel Global – zum Thema Globalisierung
- 2014/2015: SCHOKooh! – zum Thema Schokolade
- 2013/2014: Architektierisch – zu Architektur und Baukultur
- 2013/2014: Schneckenkratzer & Wolkenhaus – ebenso
- 2012/2013: Kopfüber Herzwärts – zur menschlichen Anatomie
- 2012/2013: Villa Munterg'sund
- 2011/2012: Was kost' die Welt? – zum Thema Geld
- 2011/2012: Seifenblasenträume
- 2010/2011: blubberblubb – zum Thema Wasser
- 2010/2011: Erzähl mir was vom Tod
- 2009/2010: Voll abgefahren! – zum Thema Mobilität
- 2008/2009: Hast du Töne?
- 2007/2008: Dialog im Dunkeln
- 2007/2008: Finger, fertig, los! – zum Thema Handwerk
- 2006/2007: Kopfüber Herzwärts – zur menschlichen Anatomie
- 2005/2006: Rapunzel und der gestiefelte Hänsel – Märchenausstellung
- 2004/2005: Papier La Papp – zur Geschichte des Papiers
- 2003/2004: Weltenbummel

## Wanderausstellungen
Das Grazer Kindermuseum adaptiert, erweitert oder integriert mitunter von anderen Einrichtungen entwickelte Ausstellungen.
- Papier la Papp kam vom Kinder- und Jugendmuseum München, wurde in Graz um die Entwicklungs- und Kulturgeschichte erweitert und wurde 2012 im Lebensspuren Museum Wels gezeigt.[4][5]
- In Graz wurde 2007–2009 eine Dialog-im-Dunkeln-Ausstellung gezeigt.

Manche der Ausstellungen die im Frida & Fred gezeigt wurden, sind so konzipiert, dass sie auch an andere Museen verliehen werden können:
- Kopfüber Herzwärts war schon in Port of Spain (Trinidad und Tobago), Deutsches Hygienemuseum Dresden, DASA – Arbeitswelt Ausstellung in Dortmund, Universum Bremen.
- Voll abgefahren war im Kinder- und Jugendmuseum München, Focke-Museum in Bremen und im Stadt- und Industriemuseum Rüsselsheim.
- Schneckenkratzer & Wolkenhaus wanderte 2015 ins Technoseum, Mannheim und wurde dafür um das Buch "Schlau Bauen – ein Architekturbuch für kleine und große Handwerker" erweitert.[6] Die Übernahme wurde von der deutschen Klaus-Tschira-Stiftung initiiert und wie das Nebenprodukt dieses Buchs von der Stiftung gefördert.
- Weltenbummel, die Eröffnungsausstellung von 2003 wanderte für Mai–Oktober 2005 ins Kinderkulturzentrum Belgrad, für Juli 2006 – August 2007 ins Altonaer Museum, Hamburg und zuletzt 2012 auf Dauer als Geschenk ins Science Center Unizul, Richards Bay, Südafrika.[7]

## Bauwerk
Das Gebäude wurde unter hohem Zeitdruck errichtet und schon 10,5 Monate nach Spatenstich im Jänner am 22. November samt Ausstellung (Weltenbummel, geplant mit BEHF Architects, Wien) noch im Kulturhauptstadtjahr Graz 2003 eröffnet. Die Errichtungskosten betrugen 3,7 Mio. €. Es weist viele Schrägen in Stahl, Beton und Glas auf, die mittleren der verschachtelten bespielten Geschoßebenen sind stufenfrei per Rollstuhl erreichbar, alle per Lift. Schräge HEA-Stahlträger mit Massivholz ausgesteift bilden die Seitenwände. Dachhaut und Seitenverkleidung bestehen aus grauer PU-Folie, um sich der Farbe von Baumrinde im Augarten anzunähern. Das Obergeschoß ist innen mit gelochten Sperrholzpanelen ausgekleidet. Fast rund ums Gebäude reichende Fensterbänder bieten Einblick von außen in alle Raumebenen, da diese Bänder von innen gesehen meist weit über oder unter Augenhöhe liegen und der Blick in den großen Park führt, werden Besucher so nicht von der Ausstellung abgelenkt. Hohe Transparenz des gesamten Bauwerks wird auch durch gelochte klare Kunststofffolienelemente unterstützt, die unter dem Dach (mit Nordoberlichten) als Schalldämmung gespannt verlaufen. Die bühnenseitige, teilverglaste Wand des Theatersaals wird aus raumhohen Elementen gebildet, deren Verschiebbarkeit bisher noch nicht genutzt wurde. Um im Saal Lichtregie führen zu können, wurde der Saal innen rundum textil schwarz verhängt.
2006 gewannen die Architekten mit dem Bau den 1. Austrian Architecture Award.
Noch während der Errichtung wurde vom Betreiberteam eine 15 m lange personentragende Seilbahn indoors im Luftraum über der Ausstellung entwickelt und von Leitner AG geliefert. Ein Passagier fährt per Handkurbelantrieb selbst. In den Jahren danach wurde auch der in den Park übergehenden Außenbereich ausgestaltet und die Polsterwellenkaskade ins Untergeschoß durch eine Glasabschlusswand gegen Bespringen von oben abgesichert. Eine geringe Eingangshöhe von etwa 2,30 m limitiert das Einbringen hoher Ausstellungsobjekte. 2010 wurde am nördlichen Nachbargrundstück (ehemals Augartenkino) höher gebaut.
Im März 2015 wurde im Rahmen einer Pressekonferenz zur neuen Ausstellung „Luft und Klima“ von Vizebürgermeisterin Martina Schröck eine geplante Erweiterung des Kindermuseums bekannt gegeben.